# Gueures
Gueures je francouzská obec v departementu Seine-Maritime v regionu Normandie. Žije zde 524 obyvatel.

## Poloha obce
Obec leží 8 km od pobřeží Lamanšského průlivu.

### Sousední obce
| Růžice kompasu |                       | Avremesnil | Ambrumesnil     | Růžice kompasu |
| Růžice kompasu | Saint-Pierre-le-Vieux | Sever      | Thil-Manneville | Růžice kompasu |
| Růžice kompasu | Saint-Pierre-le-Vieux | Gueures    | Thil-Manneville | Růžice kompasu |
| Růžice kompasu | Saint-Pierre-le-Vieux | Jih        | Thil-Manneville | Růžice kompasu |
| Růžice kompasu | La Gaillarde Luneray  | Brachy     |                 | Růžice kompasu |